# MSH 15-52
MSH 15-52, también llamado SNR G320.3-01.1 y Kes 23, es un resto de supernova situado en la constelación de Circinus.
Fue descubierto como una radiofuente de gran tamaño (32 minutos de arco de diámetro) en 1961. Consta de una región norte brillante y una región sur más tenue, la norte coincidente con la nebulosa Hα RCW 89.
En 1999 se llegó a la conclusión de que el complejo MSH 15-52/RCW 89 es, de hecho, un único resto de supernova.

## Características
MSH 15-52 contiene uno de los púlsares más extremos, PSR B1509-58, cuyo campo magnético superficial es de 1,5 × 1013 G. Este objeto está rodeado por una nebulosa de viento de púlsar (PWN) peculiar anisótropa, especialmente brillante y extensa en rayos X, pero que no tiene un equivalente claro en banda de radio.
Cabe destacar que, en rayos X duros, se ha detectado un «jet» en dirección sureste, similar al observado en la nebulosa del Cangrejo.
Al norte de MSH 15-52 está la gran estructura en forma de caparazón RCW 89, que parece estar alimentada por el plerión a través de estructuras en forma de dedos.
Estudios realizados con el observatorio Chandra han mostrado que RCW 89 es brillante en rayos X, con muchos pequeños nódulos de emisión no siempre correlacionados con los que aparecen en el espectro visible, pero en algunos casos sí coincidentes con los nódulos en banda de radio.
Englobada dentro de MSH 15-52, IRAS 15099-5856 es una notable fuente de infrarrojo medio con una prominente emisión de silicato cristalino. Se piensa que este silicato pudo formarse por pérdida de masa de la estrella progenitora de MSH 15-52.
El gran tamaño y la juventud —véase más abajo— de MSH 15-52 pueden explicarse si este remanente proviene de una explosión de supernova sin envoltura de tipo Ib/c.

## Edad y distancia
MSH 15-52 es un joven resto de supernova de solo 1700 años de antigüedad, edad estimada por la disminución en la velocidad de rotación del púlsar PSR B1509-58.
Sin embargo, también se ha sugerido que la verdadera edad de MSH 15-52 podría ser de 6000 años, si consideramos su asociación con RCW 89.
Por otra parte, la distancia a la que se encuentra MSH 15-52 de la Tierra es de aproximadamente 5200 pársecs; de acuerdo a este valor, la separación entre MSH 15-52 y la región norte de RCW 89 sería de 23 pársecs.